# Bryan Prunty
Bryan Prunty (Coatbridge, 28 settembre 1983) è un ex calciatore scozzese di ruolo attaccante.

## Carriera

### Club
Ha giocato nella prima divisione scozzese.

### Nazionale
Ha giocato nelle nazionali giovanili scozzesi Under-20 ed Under-21.

## Palmarès

### Club

#### Competizioni nazionali
- Scottish League Two: 1

Arbroath: 2016-2017

### Individuale
- Capocannoniere della Scottish First Division: 1

2005-2006 (15 reti, alla pari con Jason Scotland)